# Rustam Effendi
Rustam Mohammed Emin Effendi (1934-1991) was een entomoloog, meer bepaald een lepidopterist, uit de Sovjetrepubliek Azerbeidzjan.

## Levensloop
Effendi werkte voor het Instituut voor Zoölogie van de Azerbeidzjaanse Academie voor Wetenschappen in Baku. Hij werkte samen met Yuri Pavlovich Nekrutenko, een entomoloog uit de Sovjetrepubliek Oekraïne.
Hun studiewerk behelsde vlinders en motten in het hoogland van de Kaukasus. Hij bewaarde species of maakte er foto’s van. 
Zijn dochter Rena Effendi is een fotografe met internationale activiteiten.

## Werk
De zes vlindersoorten die hij voor het eerst beschreef, zijn:
- Athamanthia japhetica
- Athamanthia japhetica japhetica
- Polyommatus myrrha cinyraea
- Tharsalea japhetica
- Tomares desinens
- Tomares desinens desinens

Zijn collega Nekrutenko noemde een nieuwe vlindersoort naar Effendi: het gaat om de Satyrus Effendi, een dagvlinder uit de familie der Nymphalidae.